# OD 82/SE
La OD 82/SE è una bomba a mano, attualmente in dotazione all'Esercito Italiano.

## Storia
Negli anni '70-'80 del XX secolo si presentò la necessità di sostituire la SRCM Mod. 35, risalente alla seconda guerra mondiale.
Un primo modello della nuova granata, la OD/82-HE con la sua versione addestrativa OD/82-E-1, fu prodotto dalla ditta "La Precisa S.p.a." di Teano.
Adottata dall'Esercito, la produzione fu subito interrotta dopo numerosi episodi (anche mortali) di scoppio prematuro. La granata venne quindi modificata dallo "Stabilimento Militare di Munizionamento Terrestre" (S.M.M.T.) dell'Esercito di Baiano di Spoleto e fu adottata dalla forza armata come OD 82/SE; la sigla OD sta per Offesa/Difesa; 82 sta per 1982, anno di produzione del primo modello; la sigla SE, aggiunta dopo le modifiche dell'arsenale, sta per Sicurezza Elevata.

Il ricondizionamento delle OD/82 rimaste in arsenale fu interrotto a causa dell'esplosione della "Riservetta 73" dello stesso SMMT, avvenuta il 10 aprile del 2005, ove erano stoccate le OD/82 ancora da modificare.
A partire dal 2013 è in corso la sostituzione della OD/82 con la MF-2000, prodotta presso lo Stabilimento Militare di Munizionamento Terrestre di Baiano di Spoleto.

## Caratteristiche
La OD 82/SE è bomba a mano a frammentazione controllata, di tipo unico offensivo e difensivo, a tempo a ritardo pirico; la distanza di sicurezza è di 21 metri e l'efficacia a 5 metri è dell'85%. Il corpo bomba, preframmentato, è kaki con riga gialla. Il modello addestrativo OD 82-E-1 è invece blu con riga marrone.